# استیو چتل
استیو چتل (انگلیسی: Steve Chettle؛ زادهٔ ۲۷ سپتامبر ۱۹۶۸) بازیکن فوتبال اهل بریتانیا است.
از باشگاه‌هایی که در آن بازی کرده‌است می‌توان به باشگاه فوتبال ناتینگهام فارست، باشگاه فوتبال برتون آلبیون، باشگاه فوتبال بارنزلی، باشگاه فوتبال گریمزبی تاون، باشگاه فوتبال والسال، و باشگاه فوتبال ایلکستون اشاره کرد.
وی همچنین در تیم ملی فوتبال زیر ۲۱ سال انگلستان بازی کرده‌است.